# Piper endlicherianum
Piper endlicherianum är en pepparväxtart som först beskrevs av Friedrich Anton Wilhelm Miquel, och fick sitt nu gällande namn av William Trelease. Piper endlicherianum ingår i släktet Piper och familjen pepparväxter. Inga underarter finns listade i Catalogue of Life.